# Ebenus cretica
Ebenus cretica är en ärtväxtart som beskrevs av Carl von Linné. Ebenus cretica ingår i släktet Ebenus och familjen ärtväxter. Inga underarter finns listade i Catalogue of Life.

## Bildgalleri

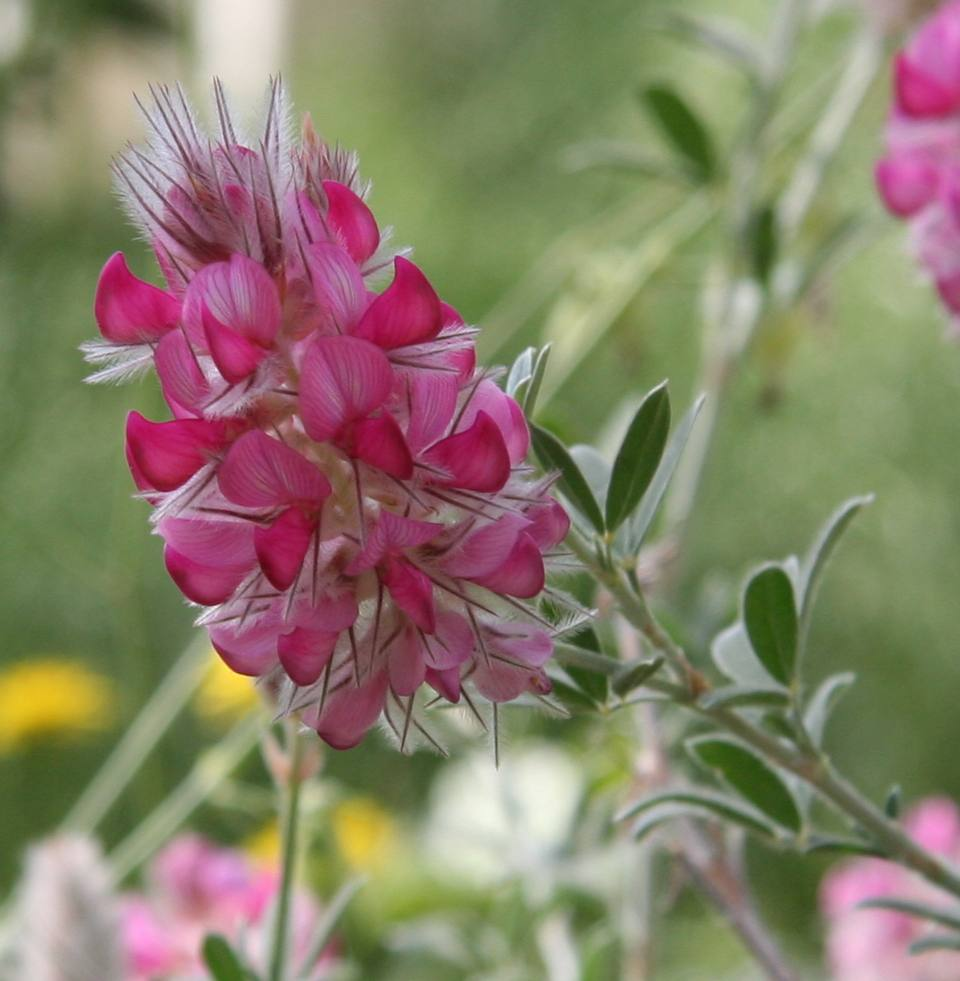
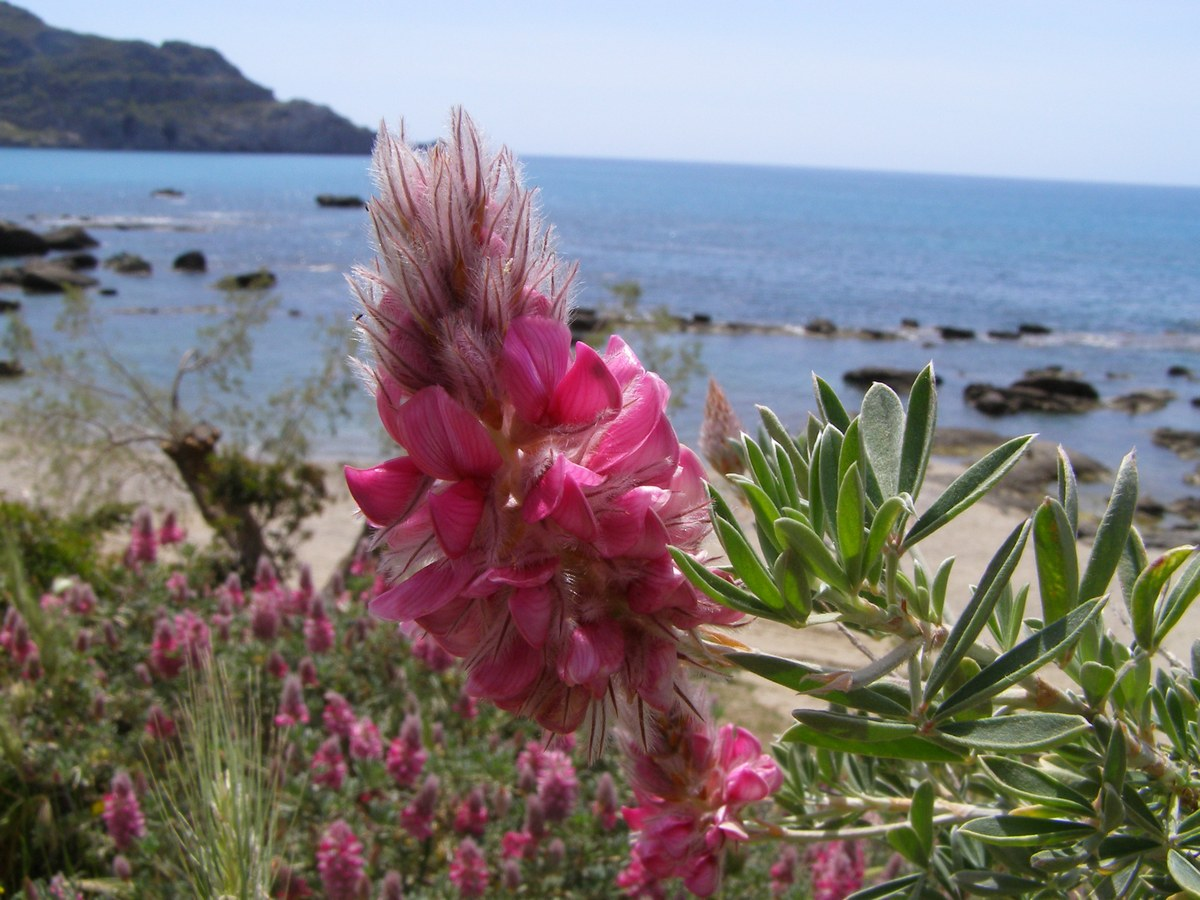
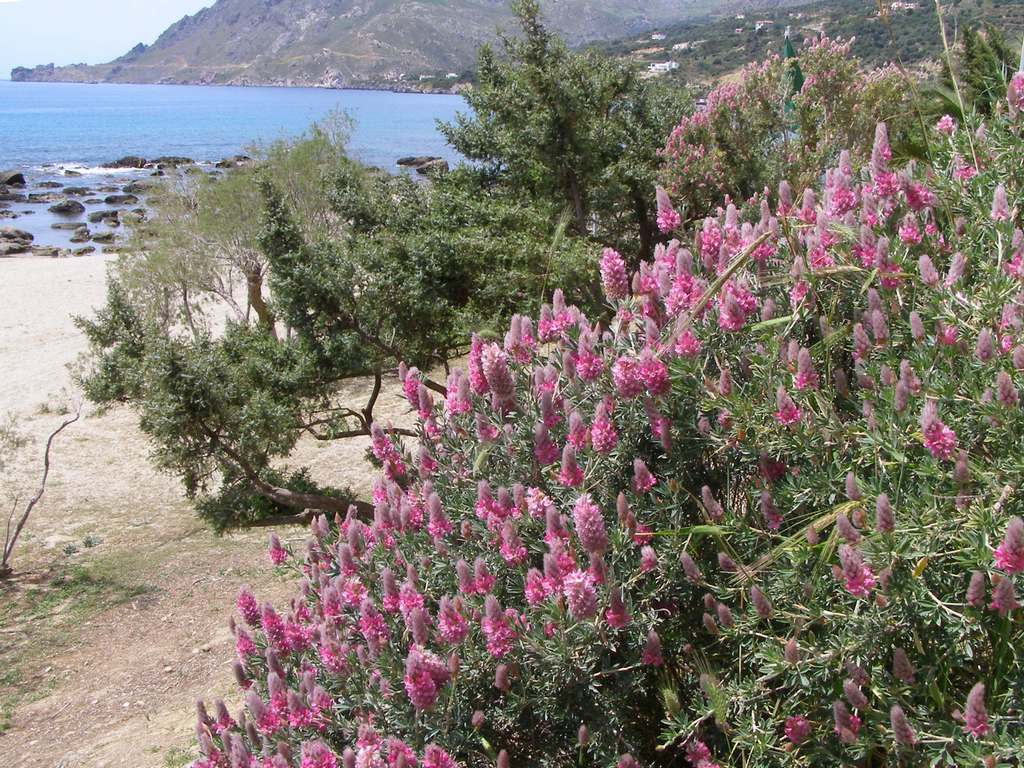
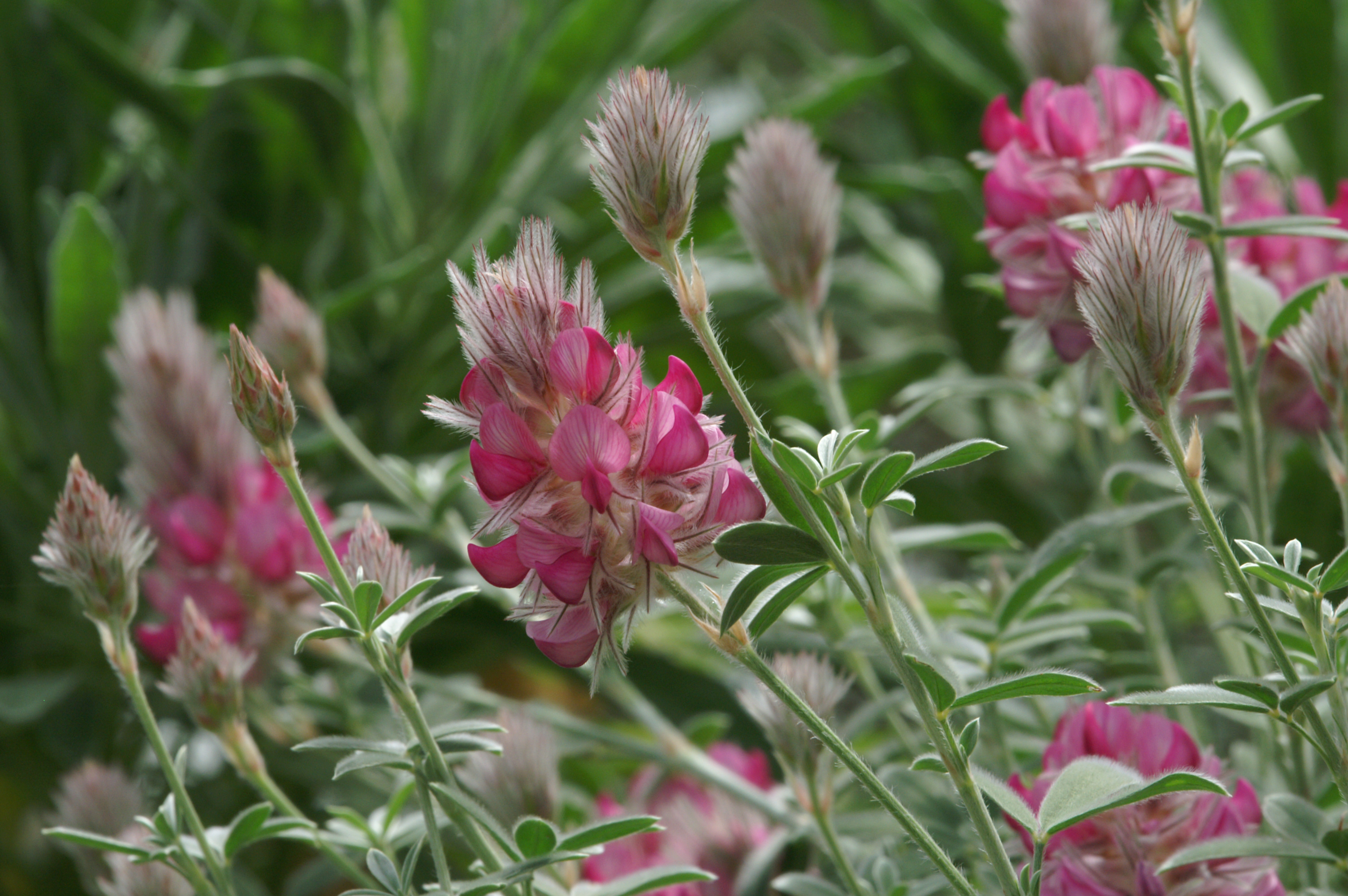
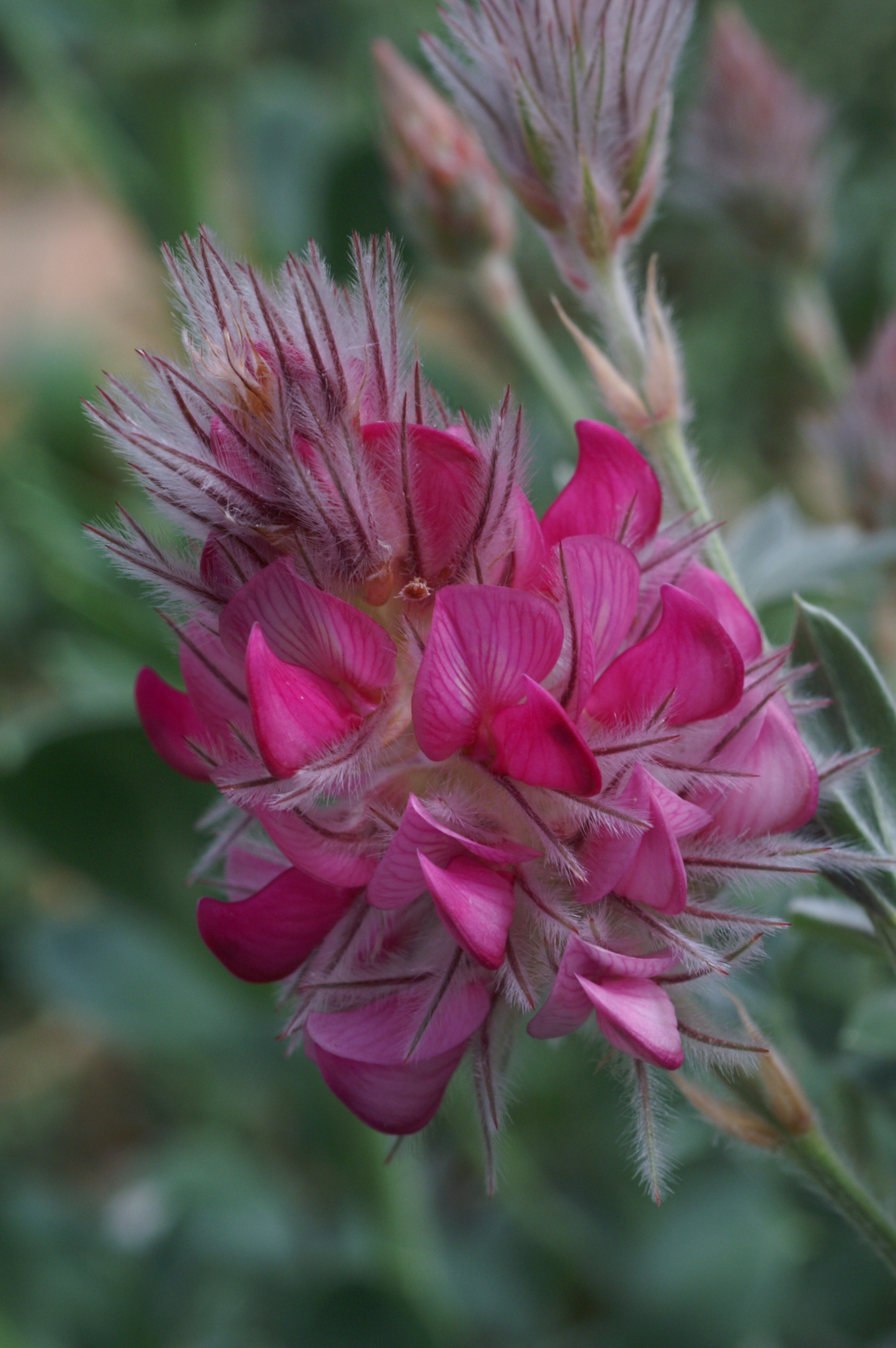
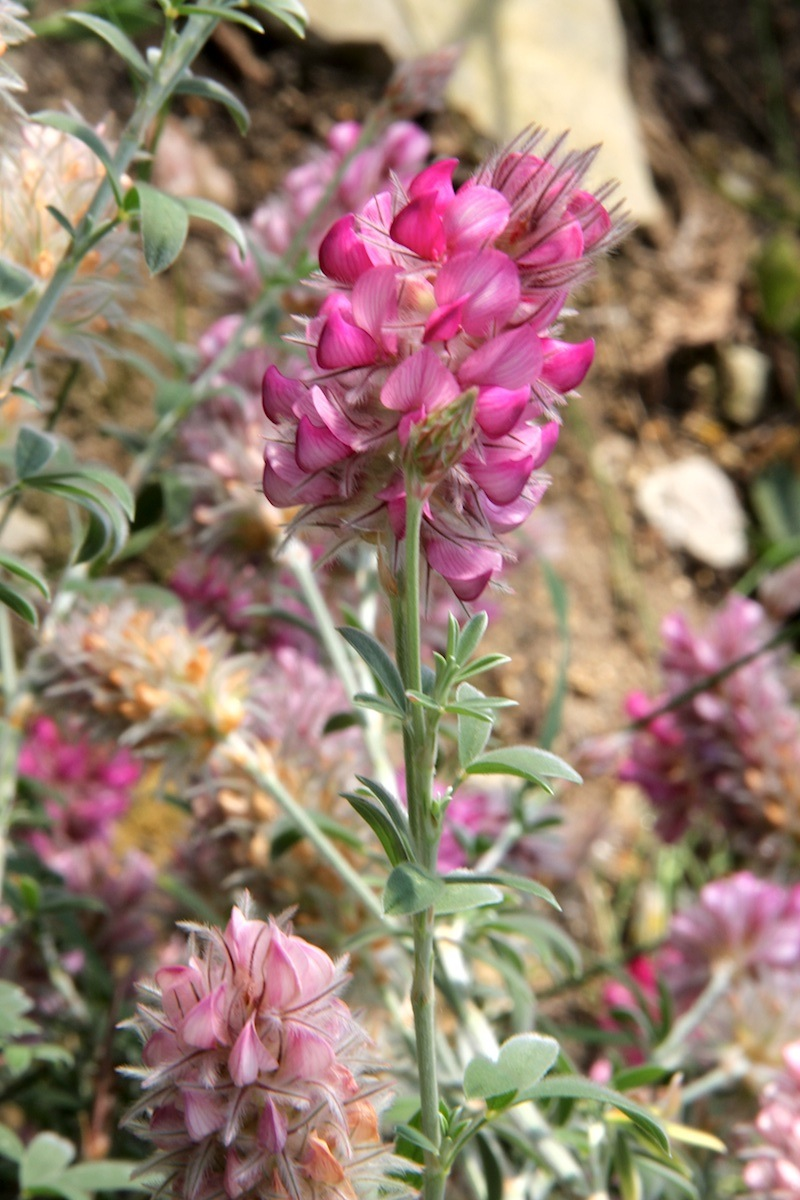